# 尼古拉·米亚斯科夫斯基
尼古拉·雅科夫列维奇·米亚斯科夫斯基（俄语：Николай Яковлевич Мясковский，1881年4月20日—1950年8月8日），俄罗斯-苏联作曲家，音乐教育家。他最為人所認識的是一生創作了27首交響曲，佔其87首已編號的作品中的差不多三分之一產量。後人稱他為「蘇聯交響曲之父」。

## 生平

### 早期時代
米亞斯科夫斯基出生于华沙附近的一个要塞，其父是一名军事工程师。青年時代移居至聖彼得堡。早年因家庭並不支持其修讀音樂，因此被派往接受军事训练，1896年，米亞斯科夫斯基欣賞柴可夫斯基的《悲愴交響曲》，啟發他立志成為作曲家。1902年從軍校畢業後，一方面在莫斯科軍營中擔任工程師，同時間利用私人時間跟作曲家格里埃尔学習。1906年进入圣彼得堡音乐学院，跟隨格納祖諾夫和林姆斯基·高沙可夫學習作曲，同時亦结识了普罗科菲耶夫，二人成为终身好友。
在音樂學院中，米亞斯科夫斯基的作品深受柴可夫斯基的影響。這從他的畢業作品《c小調第一交響曲》中可見一斑；另一位則是史加爾亞賓。他的《d小調第一鋼琴奏鳴曲》和極具狂暴而陰鬱的《a小調第三交響曲》都能找到史加爾亞賓式的寫作技巧。
1911年畢業後，開始從事音樂評論的工作。第一次世界大戰期間，他被派往奧地利前線，后因战伤调往塔林海軍基地擔任防禦工作。這段時期，他創作了《e小調第四交響曲》和《D大調第五交響曲》－兩首風格截然不同的作品，听众反映都很热烈，后者亦成为其为俄国以至世界乐坛所熟知的作品。在這段期間，他的父親、姑姐和妹夫均先後過世，令他受到了很大的打擊。十月革命期间，他参加红军。1921年成为莫斯科音乐学院教授，並加入作曲家聯盟，並定居於莫斯科。

### 後期時代
执教的米亚斯科夫斯基仍活跃于交响乐创作，从反思十月革命的《降E小调第六交响曲》（1921年开始创作，1923年完稿，1947年修订）、融入苏联各地曲调，反应民俗的《A大调第八交响曲“斯捷潘·拉金”》（1925年）、《G小调第十二交响曲“集体农场”》（1932年），到抽象而具实验性的《B小调第七交响曲》（1922年）、《F小调第十交响曲》（1927年）、《降B小调第十三交响曲》（1933年）等等皆有涉猎，欧美各地乐团在1920年代及1930年代的音乐会中也频繁演奏这几部交响曲（其中第十三交响曲甚至在美国举行世界首演）。不过1933年，斯大林主义及社会主义写实主义开始充斥苏联社会，米亚斯科夫斯基的作曲风格因此有所收敛，《第十三交响曲》完成后便不再有前卫作品面世。尽管如此，其创作数目与水准不减反增，诸如《D小调十五号交响曲》、《F大调十六号交响曲“飞行”》（皆作于1934年）、《升G小调十七号交响曲》、题献十月革命二十周年的《C大调十八号交响曲》（皆作于1937年）等等，既符合社会主义写实主义的要求，又能引起大众共鸣，还保持了较高的艺术水平。米亚斯科夫斯基因此逐渐获得“莫斯科音乐界的良心”之称。此期间由于开始创作弦乐四重奏（第一首A小调于1930年完成），并修订了几首革命前写成的钢琴奏鸣曲等，其室内乐的产量亦有所增加。
第二次世界大戰期间经由苏联政府安排，与普罗科菲耶夫、哈恰图良等同事疏散至高加索山脉中，今卡巴尔达-巴尔卡尔共和国一带。受到苏德战争及高加索当地音乐的影响，米亚斯科夫斯基分别创作了《B小调第二十二交响曲“叙事交响曲”》及《A小调第二十三交响曲“交响组曲”》。1945年终战后回到莫斯科，旋即受到日丹诺夫文化政策的影响，1947年与普罗科菲耶夫、哈恰图良、肖斯塔科维奇等乐坛巨头一起被日丹诺夫批判为反苏联的形式主义作曲家，许多作品遭到禁演。不过米亚斯科夫斯基并未屈服于官方压力而为自己的“形式主义”（或可视为个人主义）道歉，也未参与相关的摆样子听证会，而是继续埋头创作，直到1950年因癌症去世为止，享年69岁。两部遗作《C小调第二十七交响曲》与《A小调第十三弦乐四重奏》（皆完成于1949年）结构紧凑、情感真挚，首演后大受欢迎，可见其在交响乐及室内乐两方面的作曲技巧都已达到炉火纯青的程度，也为他死后获得标志着平反的第五枚斯大林奖（追授一等）立下基础。
米亚斯科夫斯基生前获斯大林奖的作品皆作于晚期：
- 1941年授一等奖，《升F小调第二十一交响曲》
- 1946年授一等奖，《D小调第九弦乐四重奏》
- 1946年另授一等奖，《C小调大提琴协奏曲》
- 1950年授二等奖，《A小调第二大提琴奏鸣曲》

## 音乐
米亚斯科夫斯基在创作上始终与苏联官方保持一致，但仍然未能避免在1948年受到批判。米亚斯科夫斯基曾多次获得斯大林奖和列宁奖。
米亚斯科夫斯基是著名的多产作曲家。在十月革命前的作品大多色彩灰暗、和声阴晦，类似斯克里亚宾风格。十月革命后的作品较为乐观，常带有明显的政治倾向。大部分作品采用传统曲式，结构严谨，气魄恢弘，技术娴熟，在苏联音乐史上起开先河之作用。

## 荣誉
- 俄罗斯苏维埃联邦社会主义共和国功勋艺术工作者荣誉称号（1926年）
- 苏联人民艺术家荣誉称号（1946年）
- 斯大林奖（五次）
- 列宁勋章（1943年）